# Cosmic Ray Energetics and Mass

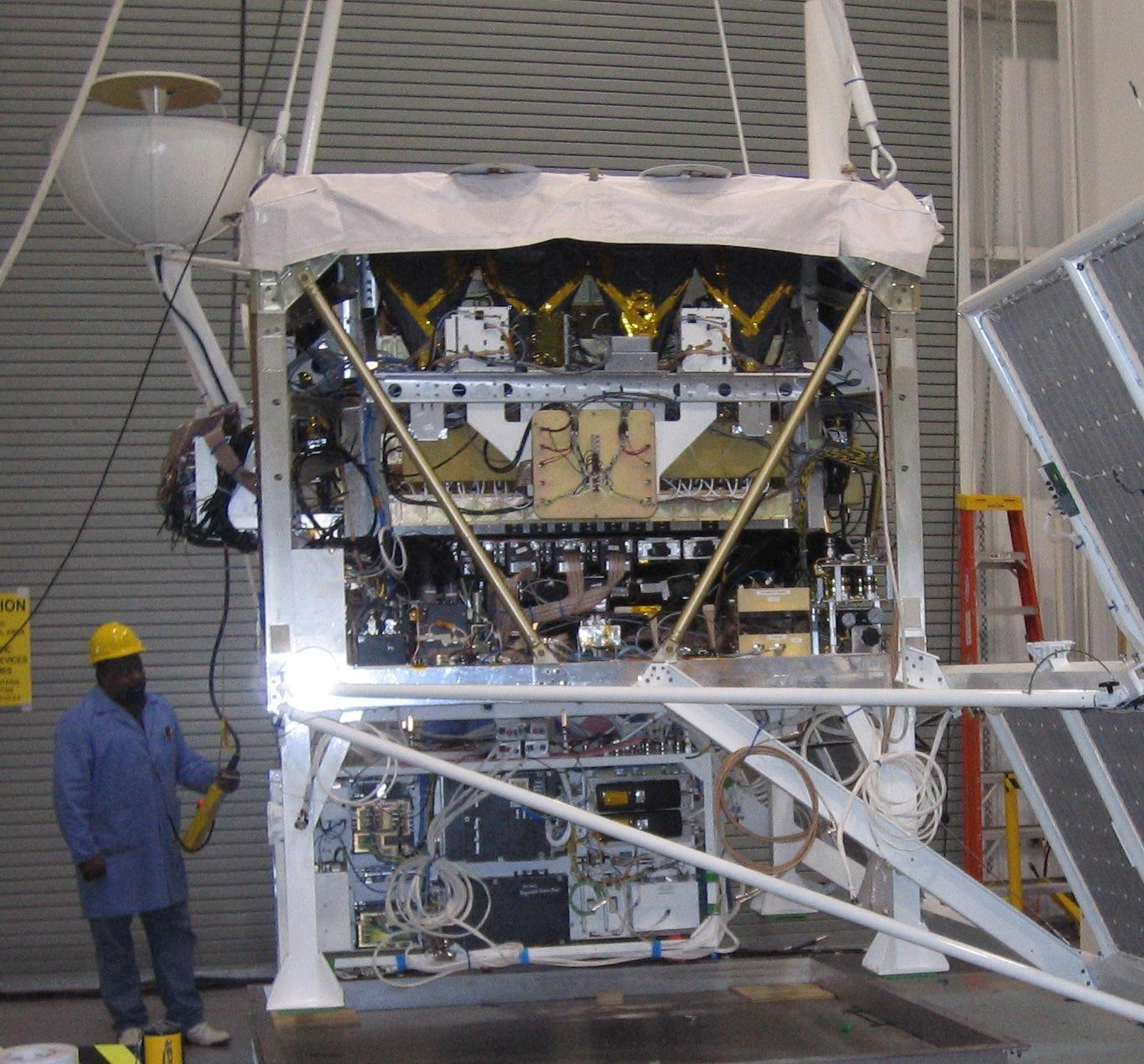
L'instrument CREAM avant son deuxième vol sous ballon stratosphérique.

Cosmic Ray Energetics and Mass ou CREAM est une expérience de physique dont l'objectif est de mesurer le spectre énergétique du rayonnement cosmique dont le spectre  va de 1012 à 1015 eV. L'objectif scientifique est de déterminer l'origine et la nature du rayonnement cosmique en analysant plus particulièrement le changement d'indice spectral (ΔN/ΔE) qui se produit dans cette gamme d'énergie. L'expérience financée par la NASA est placée sous la responsabilité scientifique de l'Université du Maryland associée à plusieurs instituts de recherche et universités américaines et internationales. L'instrument de plus d'une tonne est constitué de plusieurs détecteurs de particules qui déterminent l'énergie et la charge électrique des particules incidentes. L'expérience a volé durant 161 jours sous un ballon stratosphérique dans le cadre de 6 campagnes distinctes qui se sont déroulées au-dessus de l'Antarctique entre 2004  et 2010. Une version légèrement modifiée est placée en orbite en aout 2017 et amarrée à l'extérieur de la Station spatiale internationale pour une mission de 3 ans.

## Contexte
L'étude du rayonnement cosmique consiste à déterminer l’énergie, la valeur de la charge électrique et la masse des particules qui le composent. À cet effet on utilise des détecteurs similaires à ceux employés en physique des particules. Ces observations doivent se faire au-dessus de l’atmosphère puisque celle-ci détruit les particules incidentes. On utilise donc des ballons stratosphériques volant à très haute altitude auxquels on suspend les instruments de mesure (expériences ATIC, BESS, TRACER,  ...) ou on embarque le détecteur à bord de la Station spatiale internationale  (AMS) ou d’un satellite (Ariel VI, Fermi, PAMELA, Mikhaïl Lomonossov, DAMPE). Les détecteurs sont, de par leur nature, des instruments massifs. Mais ils doivent être dimensionnés afin de pouvoir être suspendus à un ballon ou lancés dans l'espace ce qui impose de  limiter leur champ de vue (quelques stéradians). Cette limitation est toutefois suffisante pour les rayons cosmiques de faible et moyenne énergie car ceux-ci sont suffisamment abondants. Le recours au  ballon stratosphérique est l’approche la plus simple et la moins coûteuse. Elle permet d'effectuer des observations sur une période  de quelques dizaines de jours (jusqu’à 40 jours).

## Historique du projet
CREAM est à l'origine une expérience  développée par la NASA  ayant recours à un ballon gonflé à l'hélium mis au point par les techniciens de l'agence spatiale américaine. Le vol s'effectue à environ 40 km d'altitude. Pour se maintenir à cette altitude, il faut compenser les variations de température liées au cycle jour-nuit qui modifient la pression à l'intérieur du ballon et donc son volume et sa capacité à porter une charge. La nuit le ballon doit larguer du lest tandis que le jour de l'hélium est libéré. L'épuisement du lest limite la durée de l'observation. Pour CREAM, la campagne s'effectue en été au-dessus de l'Antarctique qui bénéficie de jours sans nuit en cette saison. CREAM mesure les abondances des éléments aux énergies maximales permises par ce type de détection (100 GeV−100 TeV) grâce à une acceptance importante 0,45 m² stéradian). 6 campagnes sont effectuées entre 2004 et 2010 qui permettent d’accumuler 162 jours de données. CREAM est développée sous la supervision du  centre de vol spatial Goddard de la NASA et placée sous la responsabilité scientifique de l'Université du Maryland. Celle-ci est associée à plusieurs instituts de recherche et universités américaines et internationales : l'Université d'État de Pennsylvanie, l'Université Sungkyunkwan et l'Université nationale Kyungpook (Corée du sud), l'Université nationale autonome du Mexique et le Laboratoire de physique subatomique et de cosmologie de Grenoble (LPSC, France).

### Installation à bord de la Station spatiale internationale: l'expérience ISS-CREAM
Six campagnes d'observation avec l'instrument CREAM ont été menées entre 2004 et 2010 sous ballon stratosphérique. La NASA a décidé d'installer l'expérience CREAM à bord de la Station spatiale internationale car cette mise en œuvre présente deux avantage majeurs. La durée de recueil des données fixée à 3 ans est beaucoup plus longue que les 161 jours cumulés sous ballons. L'exposition dans l'espace permet d'éliminer les particules secondaires générées par l'interaction entre le rayonnement et les couches supérieures de l'atmosphère situées au-dessus de l'altitude atteinte par le ballon. Pour cette mission CREAM a été modifié avant de résister aux accélérations et vibrations de la phase de lancement puis une fois dans l'espace au bombardement par les particules énergétiques susceptibles de perturber son électronique.
CREAM  est embarqué dans la soute externe du vaisseau SpaceX Dragon placé en orbite le 14 aout 2017 par une fusée Falcon 9 (mission CRS-12). Une fois le vaisseau amarré à la Station spatiale internationale, l'instrument qui a été transporté dans une configuration de stockage doit être amarré sur un des points de fixation de la palette EF du module japonais Kibō. Cette opération est réalisée par un membre d'équipage de la station spatiale à l'aide du bras robotisé Canadarm 2. L'instrument doit fonctionner  3 ans.

## Objectifs scientifiques
L'expérience CREAM a pour objectif de répondre aux questions suivantes relatives à l'origine et la nature du rayonnement cosmique :
- Les supernovæ constituent elles la source principale du rayonnement cosmique
- Quel est l'histoire du rayonnement cosmique dans la galaxie ?
- Est ce que le spectre énergétique du rayonnement cosmique peut s'expliquer par un processus simple ?
- Quelle est l'origine du changement d'indice spectral (ΔN/ΔE) constaté autour de 3 x 1015 eV ?

## Caractéristiques techniques
CREAM mesure la charge et l’énergie des particules du rayonnement cosmique. La technique utilisée pour mesurer de l’énergie des noyaux est propre à cet instrument car elle est effectuée à l’aide d’un calorimètre hadronique en tungstène dans lequel se désintègrent les particules. Ce type de calorimètre permet la mesure de l’énergie de particules très énergétiques (jusqu’à 1 PeV) dans un volume réduit. En contre-
partie,
L'instrument dans sa version installée à bord de la Station spatiale internationale a une masse de 1 258 kg et occupe un volume de 1,85 m x 0,95 m x 1 m. Sa consommation électrique est de 580 watts auxquels s'ajoutent 120 watts pour les résistances chauffantes. Un circuit de régulation thermique fait circuler 200 kg de liquide caloporteur par heure pour maintenir la température entre 16 et 24 °C. Les caractéristiques des particules incidentes sont mesurées à l'aide des détecteurs suivants présenté dans l'ordre d leur franchissement :
- Le TCD (Timing Charge Detector) est un scintillateur constitué de 8 sous-ensembles de scintillateurs répartis sur 2 plans qui mesurent la charge électrique des particules. Son seuil de déclenchement en énergie est beaucoup plus bas que celui du calorimètre (1 GeV contre 100 GeV). Ce détecteur permet de mesurer la charge des atomes d'hydrogène au fer.
- Le détecteur Cherenkov (CD) utilise l'effet Cherenkov (émission de photons lorsqu'une particule se déplace dans un milieu à une vitesse supérieure à celle de la lumière pour le milieu) pour mesurer la charge. Il est utilisé pour inhiber le fonctionnement du TCD lorsque l'énergie de la particule est trop basse.
- La caméra Cherenkov (CherCam) détermine également la charge électrique
- Deux plans de détection SCD situés l'un au-dessus l'autre au-dessous de l'instrument et d'une superficie de 79,7 x 79,7 cm²  mesurent la charge électrique de la particule incidente. Le SCD est constitué de pixels de silicium  de 1,46 x 1,46 cm². Le deuxième plan permet d'éliminer les particules albédoes (secondaires). La résolution en charge est ΔE < 0,3
- Le calorimètre hadronique CAL absorbe l'énergie de la particule incidente et mesure sa valeur lorsqu'elle est comprise entre  1012 à 1014 eV. La particule traverse d'abord un cible constituée par une couche de carbone. La particule interagit en partie avec ce matériau en générant une gerbe de particules. Le nombre et l'énergie des particules sont mesurées dans le corps du calorimètre. Celui-ci est constitué par 20 couches de tungstène d'une superficie de 50 x 50 cm² séparées chacune par 50 rubans de fibre scintillante. Chaque ruban comprend 19 fibres de 0,5 mm de diamètre qui lorsqu'elles sont traversées par les particules produisent des photons qui sont collectés. Les fibres ont des propriétés de transparence différentes qui contribuent à préciser l'énergie totale produite.